# Gukgadaepyo wife
Gukgadaepyo wife (국가대표 와이프?, lett. "Moglie della nazionale"; titolo internazionale The All-Round Wife) è un drama coreano trasmesso su KBS1 dal 4 ottobre 2021 all'8 aprile 2022.

## Trama
La serie segue la storia di Seo Cho-hee e suo marito Kang Nam-goo, che stanno cercando di migliorare il loro tenore di vita attraverso una casa a Gangnam. Alla fine si rendono conto che a portare la felicità sono le persone che stanno a casa e non la casa in cui vivono.